# Jimmy Crack Corn
«Jimmy Crack Corn» — второй и заключительный сингл из альбома-компиляции «Eminem Presents: The Re-Up». Совместная песня Eminem и 50 Cent. Существует версия песни, в которой Cashis вместо 50 Cent исполняет новый куплет.

## История
После выпуска песня не сразу попала в чарты Великобритании и США, но смогла достичь первой позиции в чарте Bubbling Under Hot 100 Singles и продержалась там 2 недели. Также песня достигла 77-й позиции в чарте Pop 100, и продержалась там тоже 2 недели. В песне идёт речь о Джимми Айовине (англ. Jimmy Iovine), директоре Interscope Records.

## Список композиций
Цифровая дистрибуция
| №                   | Название                                 | Автор(ы)                         | Продюсеры           | Длительность            |
| ------------------- | ---------------------------------------- | -------------------------------- | ------------------- | ----------------------- |
| 1.                  | «Jimmy Crack Corn» (при участии 50 Cent) | M. Mathers, L. Resto, C. Jackson | Eminem, Luis Resto  | 3:54                    |
| 2.                  | «Jimmy Crack Corn» (при участии Cashis)  | M. Mathers, L. Resto, R. Johnson | Eminem, Luis Resto  | 3:34                    |
| Общая длительность: | Общая длительность:                      | Общая длительность:              | Общая длительность: | Общая длительность 7:28 |

12-дюймовый сингл
| №                   | Название                                                          | Автор(ы)                         | Продюсеры           | Длительность             |
| ------------------- | ----------------------------------------------------------------- | -------------------------------- | ------------------- | ------------------------ |
| 1.                  | «Jimmy Crack Corn» (при участии Cashis) (радио-версия)            | M. Mathers, L. Resto, R. Johnson | Eminem, Luis Resto  | 3:34                     |
| 2.                  | «Jimmy Crack Corn» (при участии Cashis) (альбомная версия)        | M. Mathers, L. Resto, R. Johnson | Eminem, Luis Resto  | 3:34                     |
| 3.                  | «Jimmy Crack Corn» (при участии Cashis) (инструментальная версия) | M. Mathers, L. Resto, R. Johnson | Eminem, Luis Resto  | 3:34                     |
| 4.                  | «Jimmy Crack Corn» (при участии Cashis) (а капелла)               | M. Mathers, L. Resto, R. Johnson | Eminem, Luis Resto  | 3:34                     |
| Общая длительность: | Общая длительность:                                               | Общая длительность:              | Общая длительность: | Общая длительность 14:16 |

Промо CD-сингл
| №                   | Название                                                    | Автор(ы)                         | Продюсеры           | Длительность            |
| ------------------- | ----------------------------------------------------------- | -------------------------------- | ------------------- | ----------------------- |
| 1.                  | «Jimmy Crack Corn» (при участии 50 Cent) (радио-версия)     | M. Mathers, L. Resto, C. Jackson | Eminem, Luis Resto  | 3:46                    |
| 2.                  | «Jimmy Crack Corn» (при участии 50 Cent) (альбомная версия) | M. Mathers, L. Resto, C. Jackson | Eminem, Luis Resto  | 3:54                    |
| Общая длительность: | Общая длительность:                                         | Общая длительность:              | Общая длительность: | Общая длительность 7:40 |

## Позиции в чартах
| Чарт (2007)                                   | Наивысшая позиция |
| --------------------------------------------- | ----------------- |
| U.S. Billboard Bubbling Under Hot 100 Singles | 1                 |
| U.S. Billboard Pop 100                        | 77                |